# Stiftung für Ökologie und Demokratie
Die Stiftung für Ökologie und Demokratie e. V. ist eine gemeinnützige Organisation, ein auf Bundesebene von der Bundeszentrale für politische Bildung (bpb) anerkannter Träger der politischen Bildung, der sich vor allem für Umwelt und die politische Ökologie einsetzt. Ein thematischer Schwerpunkt ist die Fortentwicklung der Sozialen Marktwirtschaft zu einer Ökologisch-Sozialen Marktwirtschaft. Deshalb hat die Stiftung für Ökologie und Demokratie e. V. ihren Gründungstag (12. September 1992) zum Tag der Ökologisch-Sozialen Marktwirtschaft erklärt. Ihr Vorsitzender ist seit ihrer Gründung der ehemalige ÖDP-Bundesvorsitzende Hans-Joachim Ritter.

## Aktivitäten
Zum 1. Januar 2003 hat die Stiftung die EnergieAgentur Speyer-Neustadt/Südpfalz (EA) gegründet, um „mit guten Partnern Projekte der Energieeffizienz und Erneuerbaren Energien zu realisieren, aber auch durch Messen,  Veranstaltungen und Energieberatungen die Bevölkerung zu sensibilisieren“ Darüber hinaus bietet sie Tagungen und Veranstaltungen an.
Die Stiftung für Ökologie und Demokratie e. V. unterstützt unter anderem den jährlich stattfindenden Marsch für das Leben in Berlin. Mehrjährige Projekte wie „KlimawandeLernen_RLP“ und „KlimawandelAnpassungsCOACH_RLP“ wurden von 2019 bis 2021 durchgeführt.

## Kuratorium
Mitglieder des Kuratoriums sind unter anderem:
- Franz Alt, Journalist
- Hans Herbert von Arnim, Staatsrechtler
- Josef Becker, Geschäftsführer
- Klaus Buchner, Physiker
- Herbert E. Einsiedler
- Manfred Norbert Fisch
- Horst Haitzinger, Karikaturist
- Estelle L.A. Herlyn
- Thomas Holzmann, Vizepräsident des UBA a. D.
- Sigrid Hopf. Psychologin
- Günter Liesegang, Betriebswirt
- Hans Mangold, Arzt
- Rainer Matejka, Arzt
- Günter Nooke, Bürgerrechtler
- Franz Josef Radermacher , Informatiker
- Josef Riegler, Vizekanzler a. D. der Republik Österreich
- Hans-Joachim Ritter, Stadtverwaltungsrat a. D.
- Hans See, Politikwissenschaftler
- Josef Seifert, Philosoph
- Stefanie Seiler, Oberbürgermeisterin
- Michael Succow, Biologe
- Antoine Waechter, Politiker
- Beate Weber-Schuerholz, Oberbürgermeisterin a. D.
- Eckart Würzner, Oberbürgermeister

Verstorbene Kuratoriums-Mitglieder:
- Hermann Benjes
- Hans Christoph Binswanger
- Norbert Blüm, Bundesarbeitsminister
- Kurt Egger
- Heiner Geißler
- Enoch zu Guttenberg
- Ernst Gutting
- Heinrich von Lersner, Präsident des Umweltbundesamtes
- José Lutzenberger

## Gestiftete Auszeichnungen

### Europäischer Friedenspreis
Der Europäische Friedenspreis wird seit 2004 jährlich an eine Persönlichkeit der Politik vergeben, die sich in besonderer Weise um den Weltfrieden verdient gemacht hat.
Bisherige Preisträger sind:
- 2004: Papst Johannes Paul II.
- 2007: Jean-Claude Juncker, Premierminister des Großherzogtums Luxemburg und Präsident der Europäischen Kommission
- 2018: Michail Sergejewitsch Gorbatschow, sowjetischer Generalsekretär des ZK und Präsident 1985–1991

### Umweltpreis „Goldener Baum“
Diese Auszeichnung, bestehend aus einer Urkunde und einer Anstecknadel in Form eines goldenen Baumes, wird seit 1998 jährlich an eine Persönlichkeit verliehen, die sich in den Themenfeldern Ökologie und Demokratie in ganz besonderer Weise profiliert hat. Der Preis soll ein gutes ökologisches Vorbild würdigen.
Bisherige Preisträger sind:
- 1999: Hans Christoph Binswanger, Hochschullehrer für ökologische Wirtschaftswissenschaft
- 1999: Horst Haitzinger, Karikaturist
- 2000: Heinrich von Lersner, ehem. Präsident des Umweltbundesamtes
- 2001: Michael Succow, Biologe, Landschaftsökologe
- 2002: Kurt Egger, Biologe, Afrikaexperte
- 2003: Beate Weber, Oberbürgermeisterin der Stadt Heidelberg
- 2004: Ernst Gutting, kath. Theologe, Weihbischof, Buchautor
- 2005: Franz Alt, Journalist
- 2006: Klaus Buchner, Politiker, Vorsitzender der ödp
- 2007: Rainer Matejka, Ehrenpräsident des Deutschen Naturheilbundes
- 2008: Josef Riegler, ehem. Vizekanzler der Republik Österreich
- 2010: Heiner Geißler, ehem. Landes- und Bundesminister und CDU-Generalsekretär
- 2011: Hans Herbert von Arnim, Hochschullehrer, Staatsrechtler, Parteienkritiker
- 2012: Franz Josef Radermacher, Hochschullehrer
- 2013: Manfred Norbert Fisch, Hochschullehrer, Leiter des Steinbeis Transferzentrums Energie-, Gebäude- und Solartechnik, Stuttgart
- 2015: Hans See, von 1976 bis 1999 war Professor für Politikwissenschaft, Sozialpolitik und Wirtschaftskriminologie und Autor
- 2017: Klaus Töpfer, ehem. Landesumwelt- und Bundesumwelt- und -bauminister, ehem. Exekutivdirektor des UN-Umweltprogramms UNEP
- 2019: Eckart Würzner, Oberbürgermeister der Stadt Heidelberg

### „Ökologia“-Preis
Der Preis wird verliehen an Unternehmen, die ökologisch produzieren oder ökologische Produkte herstellen.
Bisherige Preisträger:
- 2002: Klemens Osika, Inhaber der Firma Osika GmbH
- 2003: LUWOGE, seit 2014 BASF Wohnen + Bauen, Ludwigshafen
- 2004: GBG – Mannheimer Wohnungsbaugesellschaft mbH, Mannheim
- 2005: GAG Ludwigshafen
- 2006: WBG Wohnungsbaugesellschaft Neustadt a. d. Weinstraße mbH
- 2007: geox GmbH und Bestec GmbH für das Geothermiekraftwerk Landau
- 2008: Klaus Becher
- 2009: juwi, Wörrstadt
- 2010: Mainau GmbH
- 2011: Steinbeis Transferzentrum Energie-, Gebäude- und Solartechnik, Stuttgart, und EGS-Plan
- 2012: Stadtwerke Speyer GmbH
- 2013: Alfred Theodor Ritter, Chef der Firma Paradigma und von Ritter Sport-Schokolade
- 2014: Gutshof Ziegelhütte, Klima-Hotel
- 2015: Malteser-Krankenhäuser Bonn und Köln
- 2016: Steber Wohnbau, Speyer
- 2017: Firma HIPP, vertreten durch Seniorchef Claus Hipp
- 2018: Biolebensmittelunternehmen Rapunzel, vertreten durch den Gründer und Geschäftsführer Joseph Wilhelm

### Ökologia – Botschafterin der Ökologie
Die Stiftung vergibt jährlich die Funktion der „Ökologia“. Als Botschafterin der Ökologie wird seit dem Jahre 2001 jährlich „eine Frau mit Ausstrahlung und Kompetenz als Repräsentantin der Ökologie“ berufen. Die Person übergibt im Folgejahr jährlich den gleichnamigen Preis.
Bisherige Preisträgerinnen:
- 2001: Klaudia Martini, Umweltministerin des Landes Rheinland-Pfalz
- 2002: Ilka Wedekind, Abteilungsleiterin im Landesamt für Umwelt- und Naturschutz und Geologie des Landes Mecklenburg-Vorpommern
- 2003: Beate Weber, Oberbürgermeisterin der Stadt Heidelberg, Mitglied des Kuratoriums der Stiftung für Ökologie u. Demokratie e. V.
- 2004: Margit Conrad, Umweltministerin des Landes Rheinland-Pfalz
- 2005: Eva Lohse, Oberbürgermeisterin der Stadt Ludwigshafen am Rhein
- 2006: Angelika Zahrnt, BUND-Bundesvorsitzende
- 2007: Tanja Gönner, Umweltministerin des Landes Baden-Württemberg[9]
- 2008: Bettina Bernadotte, Geschäftsführerin der Mainau GmbH
- 2009: Bärbel Dieckmann, Oberbürgermeisterin der Bundesstadt Bonn
- 2010: Jacqueline Kraege, Staatssekretärin im rheinland-pfälzischen Umweltministerium
- 2011: Claudia Kemfert, Professorin an der Hertie-School, Berlin und Leiterin der Abt. Energie, Verkehr, Umwelt des DIW Berlin
- 2012: Eveline Lemke, Ministerin für Wirtschaft, Klimaschutz, Energie und Landesplanung Rheinland-Pfalz
- 2013: Philippa Rath, Benediktinerin der Abtei St. Hildegard Rüdesheim-Eibingen
- 2014: Theresia Riedmaier, Landrätin des Landkreises Südliche Weinstraße
- 2015: Claudia Kaminski, Bundesvorsitzende der Aktion Lebensrecht für Alle (ALfA)
- 2016: Beate Jessel, Präsidentin des Bundesamtes für Naturschutz[10]
- 2017: Ulrike Höfken, Ministerin für Umwelt, Energie, Ernährung und Forsten des Landes Rheinland-Pfalz
- 2018: Sabine Kauffmann, Mitgründerin und Geschäftsführerin bio verlag gmbh, Aschaffenburg (Schrot & Korn Naturkostmagazin, BioHandel)
- 2019: Ursula Sladek, Mitgründerin und Leiterin der EWS Elektrizitätswerke Schönau
- 2020: Nora Laubstein, Heilpraktikerin und Präsidentin des Deutschen Naturheilbundes
- 2021: Nora Laubstein, Heilpraktikerin und Präsidentin des Deutschen Naturheilbundes
- 2022: Estelle Herlyn, Professorin[11]